# North Nahanni River
North Nahanni River är ett vattendrag i Kanada.   Det ligger i territoriet Northwest Territories, i den centrala delen av landet, 3 500 km nordväst om huvudstaden Ottawa.
I omgivningarna runt North Nahanni River växer i huvudsak barrskog. Trakten runt North Nahanni River är nära nog obefolkad, med mindre än två invånare per kvadratkilometer.